# Cristóbal (nombre)
Cristóbal es un es un nombre propio masculino de origen griego en su variante en español. Proviene del griego Χριστόφορος (Khristóphoros), que significa portador de Cristo, el que lleva a Cristo.

## Santoral
- 10 de julio: San Cristóbal.

## Variantes
- Diminutivo: Cris, Cristo, Tóbal, Risto.

### Variantes en otros idiomas
| Variantes en otras lenguas | Variantes en otras lenguas  |
| -------------------------- | --------------------------- |
| Español                    | Cristóbal                   |
| Alemán                     | Christoph                   |
| Aragonés                   | Cristofo                    |
| Armenio                    | Kristapor                   |
| Bretón                     | Kristof                     |
| Búlgaro                    | Христо (Hristo)             |
| Catalán                    | Cristòfor                   |
| Checo                      | Kryštof                     |
| Corso                      | Cristofanu                  |
| Croata                     | Kristofor                   |
| Danés                      | Christoffer                 |
| Eslovaco                   | Krištof                     |
| Esloveno                   | Krištof                     |
| Esperanto                  | Kristoforo                  |
| Euskera                    | Kristobal, Kostobare        |
| Finlandés                  | Kristoffer, Risto           |
| Francés                    | Christophe                  |
| Gallego                    | Cristovo                    |
| Georgiano                  | ქრისტეფორე (Jristephore)    |
| Griego                     | Χριστόφορος (Jristóphoros)  |
| Húngaro                    | Kristóf, Krisztofer         |
| Inglés                     | Christopher                 |
| Irlandés                   | Críostóir                   |
| Islandés                   | Kristófer                   |
| Italiano                   | Cristoforo                  |
| Latín                      | Christophorus               |
| Letón                      | Kristaps                    |
| Lituano                    | Kristoforas                 |
| Maltés                     | Kristofru                   |
| Neerlandés                 | Christoffel                 |
| Noruego                    | Kristoffer                  |
| Polaco                     | Krzysztof                   |
| Portugués                  | Cristóvão                   |
| Rumano                     | Hristofor                   |
| Ruso                       | Христофор (Jristofor)       |
| Sardo                      | Cristòfuru                  |
| Serbio                     | Христифор (Hristifor)       |
| Sueco                      | Kristoffer                  |
| Ucraniano                  | Христофор (Hristofor)       |
| Japonés                    | クリストファー (Kurisutofā) |
| Coreano                    | 크리스토퍼 (Keuliseutopeo)  |
| Árabe                      | كريستوفر (Krīstafer)        |
| Armenio                    | Քրիստափոր (Christapor)      |
| Chino                      | 克里斯托弗 (Kèlǐsītuōfú)    |
| Hindi                      | क्रिस्टोफर (Krisṭōphara)        |
| Kannada                    | ಕ್ರಿಸ್ಟೋಫರ್ (Krisṭōphar)         |
| Telugu                     | క్రిస్టోఫర్ (Krisṭōphar)         |
| Tailandés                  | คริสโตเฟอร์ (Kris to feʼr)    |